# Aide-mémoire
Aide-mémoire (z francouzštiny: aide-mémoire = stručný výtah, zápisník, [éd memoár]) je jednou z forem diplomatické korespondence. Představuje krátký záznam učiněný z ústního rozhovoru mezi diplomaty či politiky. Z hlediska stupně důležitosti korespondence je méně formální než diplomatická nóta, není určen žádnému adresátu, je nepodepsaný a bez otisku razítka nebo pečeti. 
Přeneseně se může jednat o jakýkoli stručný záznam z jednání.

## Jiné významy
- L' Aide-mémoire – francouzský film režiséra Pierra Boutrona z roku 1984.[1]